# Trịnh Trương Thượng Phương
Trịnh Trương Thượng Phương (giản thể: 郑张尚芳; phồn thể: 鄭張尚芳; bính âm: Zhèngzhāng Shàngfāng; 9 tháng 8 năm 1933 – 19 tháng 5 năm 2018) là nhà ngôn ngữ học người Trung Quốc, nổi tiếng với công trình phục nguyên Hán ngữ thượng cổ.
Trịnh Trương Thượng Phương sinh ra với tên Trịnh Tường Phương 郑祥芳 (bính âm: Zhèng Xiángfāng) ở Vĩnh Gia, ngoại ô thành phố Ôn Châu.
Chữ Tường 祥 và Thượng 尚 đồng âm trong tiếng Ôn Châu, tên ông sau này đổi thành Thượng Phương 尚芳 (Shàngfāng). Lên trung học, cha mẹ đổi họ cho ông thành Trịnh Trương 郑张 (Zhèngzhāng), bằng cách ghép họ của cha và mẹ lại.
Cũng vào lúc này, ông tỏ niềm say mê với âm vị học lịch sử, rồi nghiên cứu các công trình của Triệu Nguyên Nhậm (趙元任), Vương Lực (王力) và các học giả khác tại thư viên Ôn Châu.
Năm 1954, do không thể vào học chuyên ngành ngôn ngữ học tại trường đại học, ông bắt đầu ở lĩnh vực địa chất học ở Bắc Kinh.
Trong thời gian rãnh rỗi, ông lại tiếp tục phát triển ý tưởng của mình ở bộ môn âm vị học Hán ngữ thượng cổ, đặc biệt là phần phụ âm đầu và hệ thống nguyên âm.
Trong thập niên 1960 và 1970, ông thực hiện khảo sát phương ngữ ở Ôn Châu cho Lữ Thúc Tương (吕叔湘) đến khi ông bị gởi đi làm việc trong nhà máy thời Cách mạng Văn hóa.
Trong giai đoạn nhà máy bị đóng cửa do hệ quả của đấu đá nội bộ, Trịnh Trương bắt đầu trao đổi ý tưởng của mình với Phan Ngộ Vân (潘悟云) và Kim Thánh Vinh (金圣荣), và cải tiến hệ thống Hán ngữ thượng cổ thành hệ thống sáu nguyên âm.
Công trình tương tự cũng được William Baxter (xây dựng trên đề xướng của Nicholas Bodman) và Sergei Starostin phát triển độc lập.
Năm 1980, Trịnh Trương Thượng Phương gia nhập Viện Khoa học xã hội Trung Quốc.

## Công trình
- ——— (1991), “Decipherment of Yue-Ren-Ge (Song of the Yue boatman)”, Cahiers de Linguistique Asie Orientale, 20 (2): 159–168, doi:10.3406/clao.1991.1345.

- ——— (2000), The Phonological system of Old Chinese, Laurent Sagart biên dịch, Paris: École des Hautes Études en Sciences Sociales, ISBN 978-2-910216-04-7.

- ——— (2003), Shànggǔ yīnxì 上古音系 [Old Chinese Phonology], Shanghai Educational Publishing House, ISBN 978-7-5320-9244-4. |script-title= không hợp lệ: missing prefix (trợ giúp)